# Korla Hendrich Warko
Korla Hendrich Warko, deutsch Karl Heinrich Warko (* 21. April 1837 in Weißwasser, Oberlausitz; † 30. Oktober 1897 in Reichenbach, Oberlausitz), war ein sorbischer Lehrer und Autor.

## Leben und Werk
Korla Hendrich war ein Sohn des Lehrers Jan Warko (Johann Klappig) und von Maria Masula (Kliemann). Er besuchte das Lehrerpräparandum in Muskau und seit 1854 das Lehrerseminar im schlesischen Bunzlau. Seit 1857 war er als Lehrer in Nieda, Weigersdorf, Muskau und Groß Düben in der Oberlausitz tätig, seit 1868 unterrichtete er am Lehrerseminar in Reichenbach. 1871 übernahm er eine Stelle als Lehrer und Kantor in Muschelwitz. 1896 ging er in den Ruhestand und zog wieder nach Reichenbach, wo er im darauffolgenden Jahr starb.
Korla Hendrich Warko veröffentlichte Deutsche Sprachübungen für wendische Schulen der Oberlausitz im Jahr 1865, er publizierte in den Zeitschriften Bramborski Serbski Casnik, Łužičan und Pomhaj Bóh in ober- und niedersorbischer Sprache, er schrieb didaktische Kinderlieder und übersetzte russische und tschechische Texte.